# Хорн (Австрия)
Вижте пояснителната страница за други значения на Хорн.
Хорн (на немски: Horn) е град в Североизточна Австрия.
Разположен е в едноименния окръг Хорн (на който е главен административен център), провинция Долна Австрия. Надморска височина 311 m. Отстои на около 70 km северозападно от столицата Виена. Население 6496 жители към 1 април 2009 г. Има железопътна гара.